# Eunice (Novo México)
Eunice é uma cidade localizada no estado americano de Novo México, no Condado de Lea.

## Demografia
Segundo o censo americano de 2000, a sua população era de 2562 habitantes.
Em 2006, foi estimada uma população de 2627, um aumento de 65 (2.5%).

## Geografia
De acordo com o United States Census Bureau tem uma área de
7,6 km², dos quais 7,6 km² cobertos por terra e 0,0 km² cobertos por água. Eunice localiza-se a aproximadamente 1040 m acima do nível do mar.

## Localidades na vizinhança
O diagrama seguinte representa as localidades num raio de 60 km ao redor de Eunice.